# Sanke

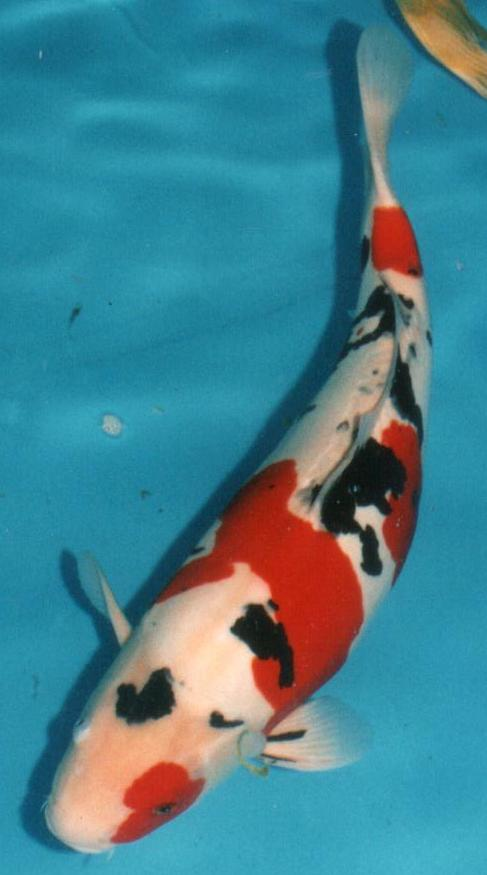
Doitsu Sanke

Der  Taishō Sanke / Taishō Sanshoku (jap. 大正三色) ist ein Nishikigoi (錦鯉, Kurzform = Koi), ein Farbkarpfen. Der Sanke gehört zu den 16 häufigsten Koi-Varietäten, die gleichzeitig als Basis für alle weiterführenden Züchtungen dienen.

## Name
Taishō steht für die japanische Epoche, der sog. Taishō-Zeit (1912-1926), in der der Sanke als traditionelle Koizüchtung erstmals gesellschaftliche Aufmerksamkeit erregte. Die ersten Züchtungen gab es bereits zwischen 1868 und 1912 in der Meiji-Zeit.
Sanshuko bedeutet übersetzt dreifarbig. Er besitzt eine weiße Grundfarbe, rote Flecken (Hi, 緋, „Scharlachrot“, auch 火 „Feuer“ geschrieben) und schwarze Flecken (Sumi, 墨 „Tusche“).

## Aussehen
Die ideale Züchtung sollte das gleiche Grundmuster wie ein Kōhaku besitzen. Die schwarzen Flecken (Sumi) sollten nicht auf dem Kopf vertreten sein und sich scharf von den anderen Farben abzeichnen. Die Brustflossen enthalten Sumi-Streifen.
Je nach dem äußerlichen Erscheinungsbild werden daneben die folgenden Variationen unterschieden:
- Aka Sanke (朱三色, wörtlich „roter Sanke“) – durchgehendes, großflächiges Rot vom Kopf bis zum Schwanz und schwarze Flecken (Sumi)
- Budo Sanke – schwarz gefärbte Schuppen über dem rot, zusätzlich schwarze Flecken
- Tancho Sanke – roter Fleck auf dem Kopf, am Rest des Körpers nur schwarze Wölkchen
- Maruten Sanke (丸点三色, „Rundpunkt-Sanke“[2]) – runder roter Fleck auf dem Kopf und das Sumi
- Kuchibeni Sanke (口紅三色, „Lippenstift-Sanke“) – roter Lippenfleck und das Sumi
- Fuji Sanke  –  silberner (metallischer) Kopf.
- Doitsu Sanke (独三色, „deutscher Sanke“) – lederartige Haut ohne Schuppen.

## Sonstiges
Der Sanke findet in Europa großen Anklang, da die Varietät als typischer Koi gilt. Er wird auch von Laien als Koi erkannt und besitzt daher eine Funktion als Statussymbol.